# Mare de Déu de l'Assumpció d'Alcarràs
La Mare de Déu de l'Assumpció d'Alcarràs és una església parroquial del municipi d'Alcarràs (Segrià) protegida com a bé cultural d'interès local.

## Descripció
Església de planta trapezoïdal amb tres naus i transsepte d'estil barroc-neoclàssic. La cúpula i el cimbori han estat fets de nou. La façana és de pedra picada i presenta tres frontons de coronaments variats. Per sobre d'un d'ells s'alça el campanar, que es troba a mig construir i consta de dues finestres d'arc de mig punt.
El portal d'entrada, d'estil barroc, consta de porta allindanada coberta per una cornisa motllurada sostinguda per un parell de columnes, amb capitell i base sobre bancal. Al damunt de la cornisa hi ha un petit nínxol, d'arc de mig punt i cobert per frontó triangular sostingut per columnetes, que no conté cap figura de sant. S'hi accedeix al portal per una àmplia escalinata.

## Història
Construïda al damunt de l'antic castell d'Alcarràs, sota el paviment de l'església encara es conserven, en perfecte estat, alguns compartiments de l'antiga fortalesa. La fortificació, que patí molts danys durant les guerres de Joan II, fou enderrocada al segle xvii per a construir el temple parroquial. Va ser el Comte de Fuentes, aleshores Senyor d'Alcarràs, qui cedí el castell com a lloc idoni d'emplaçament. En la construcció de l'església s'aprofitaren alguns fragments dels de l'antic castell. La pedra emprada en la construcció, a més de l'aprofitada del castell, es va portar de la pedrera de Saidí, Per la data que apareix inscrita en un dels carreus de la façana se sap que la construcció del temple finalitzà l'any 1786.
El 1936 es van cremar totes les imatges. Acabada la guerra fou reparada per forces del Batallón de Trabajadores núm. 8.
Els anys 2001 i 2003 el Departament de Cultura de la Generalitat de Catalunya va subvencionar obres de restauració en aquesta església.